# 是否我真的一無所有
《是否我真的一無所有》為香港和臺灣歌手王傑的第三張國語專輯，發行於1989年1月，由飛碟唱片公司發行，唱片編號 : UFO-8979 。

## 專輯簡介
此專輯是李壽全替王傑製作的最後一張國語專輯，與他首張廣東碟《故事的角色》同期製作，王傑此時已成飛碟唱片力捧的首席男歌星，因此主打歌「是否我真的一無所有」不僅由飛碟唱片的頭牌詞曲創作拍檔陳志遠、陳樂融操刀編寫，音樂錄影帶更找來了劉德華、岳翎助陣，專輯在上市後一個月便突破50萬大關，而王傑更成為台灣史上連續三張專輯均超過60萬張的第一位歌手。

## 曲目
| 曲序 | 曲名               | 曲         | 詞           | 編曲   | 附註                                                                    | 粵語版本                                       |
| 01   | 她的背影           | 王傑       | 王傑         | 陳志遠 | 台視八點檔《情深無怨尤》主題曲                                          | 誰明浪子心，收錄於專輯《誰明浪子心》           |
| 02   | 是否我真的一無所有 | 陳志遠     | 陳樂融       | 陳志遠 | MV由王傑、劉德華、岳翎、呂秀菱共同演出， 電影《飆城》主題曲             | 一無所有，收錄於專輯《故事的角色》             |
| 03   | 只有你             | 鈴木喜三郎 | 王傑、陳樂融 | 陳志遠 | 日語原曲《タッチ・ダウン》(TOUCH DOWN)，由清水宏次朗主唱，於 1988年出版 | 做過捱過，由李達成翻唱，收錄於專輯《再一次》   |
| 04   | 夢與遊戲之間       | 王文清     | 王文清       | 陳志遠 |                                                                         |                                                |
| 05   | 沉默暴風           | 周治平     | 劉虞瑞       | 陳志遠 |                                                                         |                                                |
| 06   | 你是你我是我       | 王文清     | 王文清       | 陳志遠 |                                                                         | 我知錯，收錄於專輯《人在風雨中》               |
| 07   | 夢醒的我           | 呂國樑     | 陳樂融       | 陳志遠 | 與蘇芮合唱、李壽全和聲，電影《合家歡》國語主題曲                        | 愛是現在，由葉蒨文翻唱，收錄於專輯《秋去秋來》 |
| 08   | 等待你的愛         | 王傑       | 王傑         | 陳志遠 |                                                                         | 煩惱只因我，收錄於專輯《誰明浪子心》           |
| 09   | 為何流淚           | 王傑       | 王傑         | 陳志遠 |                                                                         | 為何分離，收錄於專輯《誰明浪子心》             |
| 10   | 永遠在我心裡       | 王傑       | 王傑         | 陳志遠 |                                                                         | 一點滴詩意，收錄於專輯《誰明浪子心》           |

## 唱片版本
- 錄音帶版
- CD版
- 黑膠唱片

## 專輯文案
這是一個充滿希望的春天

　也是一個寒冷絕望的冬天

　這是一個多情的年代

　也是一個無情的年代

　我們擁有一切

　我們也一無所有

　　出道一年，王傑在歌壇獲致了前所未有的成功，伴隨榮耀而來的，卻也是各式各樣的冷眼與閒言。在沉默中活著，似乎只是為著成為別人的靶心而活著，似乎早已忘了自己真實的喜怒哀樂。

　　過去這一段蜚短流長的日子，王傑也許一輩子不能遺忘。因為成名而付出的代價如此鉅大，幾乎讓他懷疑：我是不是真的要來走這一遭？

　　誰也無法代替他回答。因為贏得世界的人可能一無所有，多情與無情也只在一線之隔，誰又能為別人的生命負責？

　　如果王傑當初不唱歌，現在也許還在人海中不知那一個角落翻騰，如果王傑一旦受了挫折、受了嫉恨，就懷憂喪志、裹足不前，我們也只能把他寫入傳奇，悵然地留下一個名字。

　　這是歷史無情的浪濤，這也是多情的人兒必須穿過的考驗！

　　他在流淚，他在流汗，他在思索。

　　這張專輯出版的前三個月，也就是風雨正盛的時期，王傑某天晚上的遭遇，徹底改變了自己。那是個同樣寒冷的夜裡，走在平常熟悉的小徑，燈火都已熟睡，卻隱約飄來自己的歌聲。

　　繼續走去，聽清楚了是自己的第一張專輯。在路邊一座「守望相助」的崗亭裡，一位六十開外的老伯，正聚精會神地從老舊的錄音機上聽王傑的歌，面容沉靜而安逸。

　　王傑掩面而過，因為他哭了。兩旁大廈有多少人家，天亮後的世界有多麼繁華，然而此刻，這一間木屋、一位老者，卻真正安撫了一顆疲累的心。跨越了年齡、背景的領會及了解，讓空氣都溫暖起來。

　　王傑事後回憶起來，承認這件事對他的重大。他重新發現自己和別人是憑藉著什麼在交流、在感動，這些絕不是建築在不實的幻象或道聽塗說的議論中，而是在他的音樂。今天，如果他唱得不如人，他甘心落敗，否則，他不能這樣輸得不明不白。

　　就這樣，王傑發現了他只是一個歌者，也應該只是一個歌者。

　　他回到香港，在所有人的期盼下，籌備他衣錦還鄉的第一張專輯。他抬起頭面對台灣，這塊讓他又愛又痛的地方，默默進行新唱片的錄音，他無可避免的知道：有太多人不希望王傑令他們失望。

　　鮮花、掌聲、名利和愛情，都可能只是夢與遊戲之間的過眼雲煙，王傑也許沉默不語、也許依然脆弱，但是他必須一直向前走去。

　　長夜裡的歌聲誠然溫暖，黑暗中的燈火誠然動情，但王傑只能把感激和啟示藏在心裡，頭也不回地，向前走去。

## 音樂錄影帶
- 她的背影（棚內單歌）
- 是否我真的一無所有（雙版本，有劉德華版、馬萃如版）
- 只有你